# Komlós István
Komlós István (Balassagyarmat, 1931. május 11. – Budapest, 2020. április 16.) magyar színművész.

## Életpályája
1953-ban végzett a Színművészeti Akadémián, majd az Állami Faluszínházban játszott. 1955–1991 között a kaposvári Csiky Gergely Színház tagja volt. 1989-től vendégként játszott a Madách Színházban. 1993-tól szabadúszó volt. 1991–2012 között folyamatosan szerepelt a Játékszínben. Rendezéssel, gyerekdarabok, mesejátékok átdolgozásával is foglalkozott.
Felesége Anna, kozmetikus. Gyermekük: Komlós Péter.

## Fontosabb színházi szerepei
- Miska (Kálmán Imre: A csárdáskirálynő)
- Frascatti (Kálmán Imre: A montmartre-i ibolya)
- Poldi bácsi (Kálmán Imre: A  cirkuszhercegnő)
- Nyegus (Lehár Ferenc: A víg özvegy)
- főeunuch (Lehár Ferenc: A mosoly országa)
- Worchester (Lehár Ferenc: Luxemburg grófja)
- Frosch (Johann Strauss: A denevér)
- Borcsakov (Jacobi Viktor: Sybill)
- Mixi (Szirmai Albert – Bakonyi Károly – Gábor Andor: Mágnás Miska
- Király (Alfred Jarry: Übü király)
- Berregh (Vörösmarty Mihály: Csongor és Tünde)
- báró Szélházy (Kisfaludy Károly: A kérők)
- Tiribi (Heltai Jenő: A néma levente)
- Dr.  Sárkány (Molnár Ferenc: A doktor úr)
- Roy (Neil Simon: Furcsa pár)
- a férfi (Neill Simon: A napsugárfiúk)

## Rendezéseiből
- Háray Ferenc: Erdei tündér
- Háray Ferenc: Mesebál

## Átírásai
- Aladdin és a csodalámpa
- Piroska és a farkas
- Jancsi és Juliska
- Kőszív
- Bűvös erdő
- Meseország

## Filmes és televíziós szerepei
- Mephisto (1981)
- Te rongyos élet (1984)
- Sose halunk meg (1992)
- Édes Emma, drága Böbe (1992)
- Patika (1995)
- Szamba (1995)
- Ámbár tanár úr (1998)
- Csocsó, avagy éljen május elseje! (2001)
- Hamvadó cigarettavég (2001)
- Csodálatos Júlia (2004)
- Gálvölgyi show (2005-2006)
- Sorstalanság (2005)
- Rokonok (2005)
- Az ajtó (2012)
- Zárójelentés (2020)